# Nunavut
Nunavut (em Inuktitut: ᓄᓇᕗᑦ) é o mais novo, maior em extensão territorial, mais setentrional, e o segundo menos populoso de todos os territórios do Canadá. Foi oficialmente separado dos Territórios do Noroeste em 1 de abril de 1999, através da Lei de Nunavut e do acordo de reivindicações de terras de Nunavut, embora as fronteiras tenham sido oficialmente feitas em 1993. A criação de Nunavut resultou na primeira mudança importante para o mapa político do Canadá desde a constituição da nova província de Terra Nova e Labrador, em 1949.
O território de Nunavut compreende uma parte importante do norte do Canadá, e a maior parte do arquipélago ártico canadense. Seu vasto território torna-lhe a quinta maior subdivisão mundial, bem como a segunda maior na América do Norte (depois da Groenlândia). A capital Iqaluit (antigamente "Frobisher Bay"), na ilha de Baffin, no leste, foi escolhida pelo plebiscito capital de 1995. Outras grandes comunidades incluem os centros regionais de Rankin Inlet e Cambridge Bay.
Nunavut também inclui a ilha Ellesmere no extremo norte, bem como as porções leste e sul da ilha Victoria no oeste, e todas as ilhas nas baías de Hudson, James e Ungava, incluindo a ilha Akimiski até o sudeste do resto do território. É a única região geopolítica do Canadá que não está conectada ao resto da América do Norte por rodovias ou estradas.
Nunavut tem a maior área e a segunda menor população entre todas as províncias e territórios do Canadá. Uma das regiões mais remotas e pouco povoadas do mundo, tinha uma população de 35 944 habitantes em 2016, a maior parte composta por pessoas da etnia inuíte, espalhados por uma área de pouco mais de 1 877 787 quilômetros quadrados, ou um pouco menor que o México (excluindo a área de água). Nunavut também abriga o lugar permanentemente habitado mais setentrional do mundo, a estação de Alert. E Eureka, uma estação meteorológica também na ilha Ellesmere, tem a menor temperatura média anual de qualquer estação meteorológica canadense.

## Etimologia
A palavra "Nunavut" significa "nossa terra" na língua Inuktitut.

## História

### História antiga

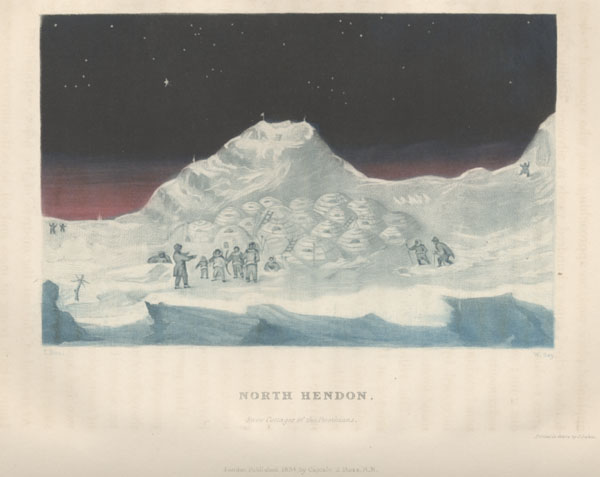
Representação da expedição no Ártico liderada por James Ross dirigindo-se a um assentamento inuíte, em 1835

A região hoje conhecida como Nunavut tem sido o lar de uma população indígena contínua por aproximadamente 4 000 anos. A maioria dos historiadores acredita que a costa da ilha de Baffin é a ilha de Helluland descrita nas sagas nórdicas, por isso é possível que os habitantes da região tivessem contato ocasional com marinheiros nórdicos.
Em setembro de 2008, pesquisadores relataram em uma avaliação de restos arqueológicos existentes e recém-escavados a descoberta de fios de lebre, ratos, varas de registro, uma máscara de madeira esculpida que retrata características caucasianas e possíveis materiais arquitetônicos. Os materiais foram coletados em cinco temporadas de escavação no Cabo Tanfield. Os pesquisadores determinaram que os materiais fornecem evidência de comerciantes europeus e possivelmente colonos na ilha de Baffin, não mais tarde do que no ano 1000 (e, portanto, mais antigos em comparação aos registros contemporâneos de L'Anse aux Meadows). Os materiais parecem indicar contato prolongado, possivelmente até o ano 1450. A origem do contato com o Velho Mundo não é clara, o artigo declara: "A datação de alguns fios e outros artefatos, supostamente deixados por vikings na ilha de Baffin, indicam um tempo que antecede os vikings em várias centenas de anos. Então você tem que considerar a possibilidade de que, por mais remoto que possa parecer, esses achados podem representar evidência de contato com os europeus antes da chegada dos vikings na Groenlândia".
Os relatos históricos escritos de Nunavut começam em 1576, com um relato do explorador inglês Martin Frobisher. Enquanto liderava uma expedição para encontrar a Passagem do Noroeste, Frobisher pensou ter descoberto minério de ouro ao redor do corpo d'água agora conhecido como Baía de Frobisher, na costa da ilha de Baffin. O minério acabou por ser inútil, mas Frobisher fez o primeiro contato europeu registrado com os inuítes. Outros exploradores em busca da indescritível Passagem do Noroeste seguiram no século XVII, incluindo Henry Hudson, William Baffin e Robert Bylot.

### Séculos XX e XXI

Na década de 1950, várias famílias inuítes de Inukjuak foram realocadas à força para o Arquipélago Ártico.

A ilha Cornwallis e as ilhas Ellesmere foram destaques na história da Guerra Fria na década de 1950. Preocupado com a posição geopolítica estratégica da área, o governo federal moveu os Inuítes de Nunavik (norte de Quebec) para Resolute e Grise Fiord. Nas condições desconhecidas, frias e hostis, eles enfrentaram a fome, e foram forçados a ficar, por quarenta anos. Mais tarde, a comissão real dos povos Indígenas publicou um relatório intitulado "The High Arctic Relocation": Um relatório sobre a realocação dos inuítes entre 1953-1955. O governo pagou compensações às pessoas afetadas e aos seus descendentes, e em 18 de agosto de 2010, em Inukjuak, o honorável John Duncan, anterior Ministro dos Assuntos Indígenas e Desenvolvimento do Norte e Interlocutor Federal para os Índios Métis e Não-Estatais, desculpou-se em nome do Governo do Canadá pela realocação dos inuítes para o Alto Ártico.
As discussões sobre a divisão dos Territórios do Noroeste por linhas étnicas começaram na década de 1950, e a legislação para fazer isso foi introduzida em 1963. Após seu fracasso, uma comissão federal fez uma recomendação contra tal medida. Em 1976, como parte das negociações de reivindicação de terras entre os Inuit Tapiriit Kanatami (então chamado de "Inuit Tapirisat of Canada") e o Governo Federal, e as partes discutiram a divisão dos Territórios do Noroeste para fornecer um território separado para os inuítes. Em 14 de abril de 1982, foi realizado um plebiscito sobre a divisão em todos os Territórios do Noroeste. A maioria dos moradores votou a favor e o Governo Federal deu um acordo condicional sete meses depois.
O acordo de reivindicações de terra foi concluída em setembro de 1992 e ratificada por quase 85% dos eleitores em um referendo em Nunavut. Em 9 de Julho de 1993, o acordo de reivindicações de terras de Nunavut e a Lei de Nunavut foram aprovadas pelo parlamento do Canadá, autorizando a criação de Nunavut. A transição para estabelecer o território de Nunavut foi concluída em 1 de Abril de 1999. A criação de Nunavut foi seguida pelo crescimento da capital, Iqaluit, que experimentou um modesto aumento populacional de 5 200 habitantes em 2001 para 6 600 em 2011, um aumento de 27%.

## Geografia

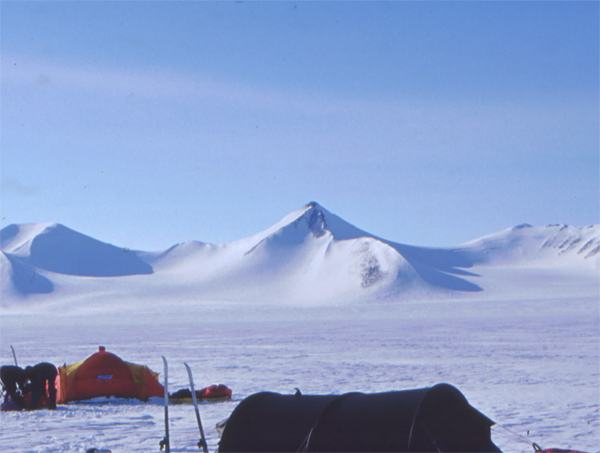
O Pico Barbeau, com 2 616 metros de altura, é o ponto mais alto de Nunavut.

Nunavut cobre 1 877 787 quilômetros quadrados de terra e 160 930 quilômetros quadrados de água no norte do Canadá. O território inclui parte do continente, a maior parte do Arquipélago Ártico e todas as ilhas da Baía de Hudson, Baía de James e Baía de Ungava, incluindo as Ilhas Belcher, todas pertencentes aos Territórios do Noroeste dos quais Nunavut foi separado. Isso faz dele a quinta maior entidade subnacional (ou divisão administrativa) do mundo. Se Nunavut fosse um país, serio o 15º maior em área, um pouco menor do que México e Indonésia.
Nunavut tem longas fronteiras terrestres com os Territórios do Noroeste no continente e com algumas poucas ilhas no Ártico, e com Manitoba ao sul no continente, também toca Saskatchewan ao sudoeste em um quadriponto. Através de seus pequenos territórios satélites no sudeste, Nunavut tem fronteiras terrestres curtas com Terra Nova e Labrador na ilha Killiniq, com Ontário em dois locais na Baía de James, a maior situada a oeste da ilha Akimiski, e a menor ao redor do rio Albany perto da ilha Fafard, e com Quebec em muitos locais, como perto de Eastmain e perto de Inukjuak. Também compartilha fronteiras marítimas com a Groenlândia e com as províncias de Quebec, Ontário e Manitoba.
O ponto mais alto de Nunavut é o Pico Barbeau (com 2 616 metros) na ilha de Ellesmere. A densidade populacional é de 0,019 pessoas por quilômetro quadrado, uma das mais baixas do mundo. Em comparação, a Groenlândia tem aproximadamente a mesma área e quase o dobro da população.

### Clima

Tipos climáticos do território de Nunavut segundo a climatologia de Köppen.

De acordo com a classificação climática de Köppen-Geiger, Nunavut tem, na maior parte de seu território, um clima de tundra (ET), no seu extremo norte montanhoso, um clima polar (EF), devido à sua alta latitude e menor influência continental no verão do que as áreas a oeste. Já no sul, o tipo climático predominante é o clima subártico (Dfc), onde zonas muito frias podem ser encontradas, mas em julho pode ser um pouco mais suave do que 10 °C, diferentemente de áreas mais ao norte, onde a temperatura raramente fica acima de 10 °C mesmo no verão.
| Cidade        | Mínima     | Máxima     | Mínima       | Máxima       |
| Cidade        | Julho (°C) | Julho (°C) | Janeiro (°C) | Janeiro (°C) |
| ------------- | ---------- | ---------- | ------------ | ------------ |
| Alert         | 1°         | 6°         | −36°         | −29°         |
| Baker Lake    | 6°         | 17°        | −35°         | −28°         |
| Cambridge Bay | 5°         | 13°        | −35°         | −29°         |
| Eureka        | 3°         | 9°         | −40°         | −33°         |
| Iqaluit       | 4°         | 12°        | −31°         | −23°         |
| Kugluktuk     | 6°         | 16°        | −31°         | −23°         |
| Rankin Inlet  | 6°         | 15°        | −34°         | −27°         |

## Ecologia

#### Fauna

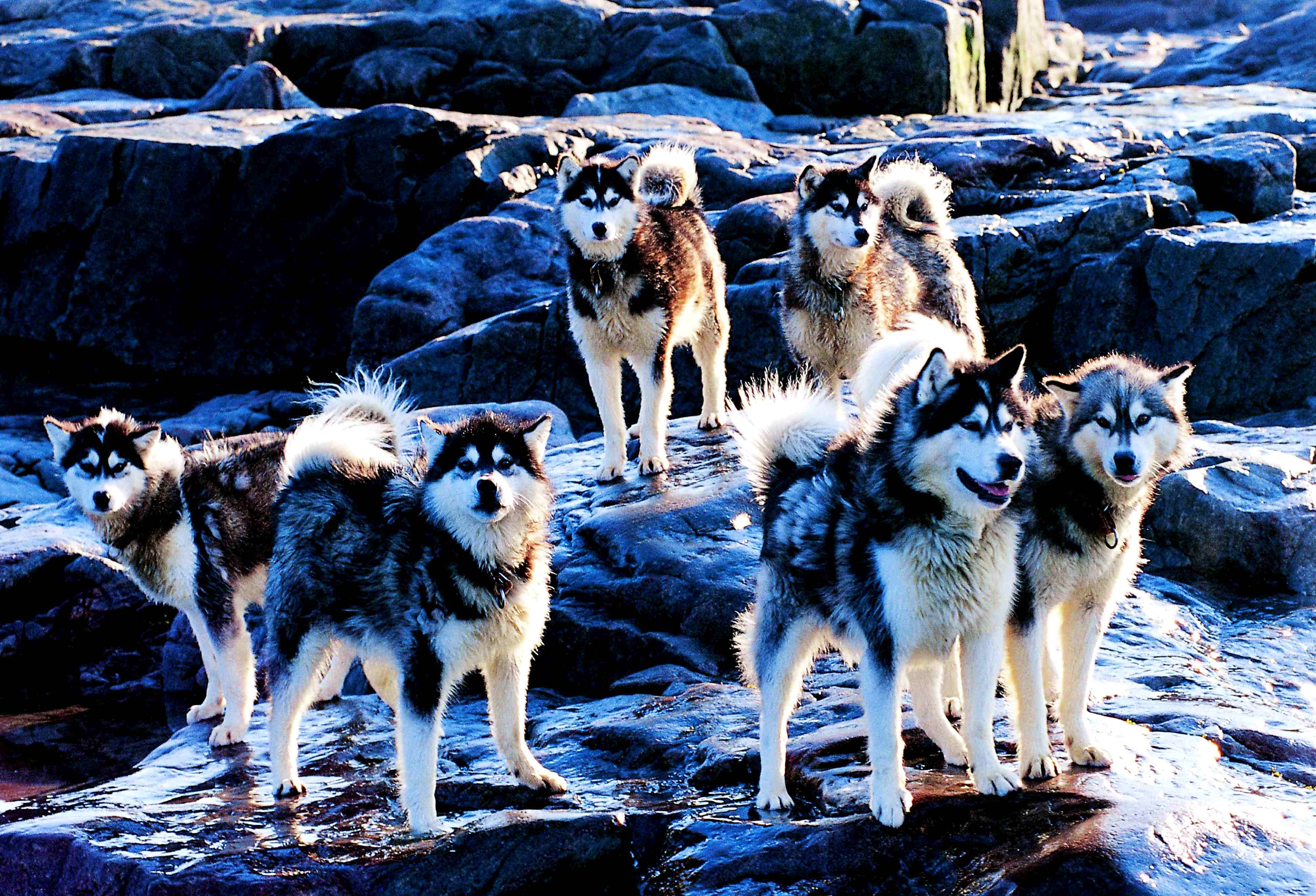
O husky-canadense é o animal símbolo de Nunavut

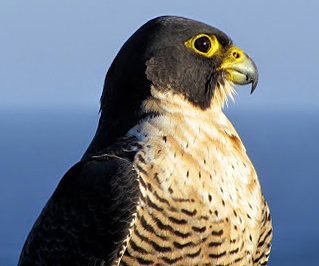
O falcão-peregrino está entre as espécies que nidificam em Nunavut.

Para as pessoas que viveram nas áreas de tundra, a vida selvagem desempenhou um papel crucial na sobrevivência. A criação de animais fornecia alimento, roupas e materiais para equipamentos. No entanto, nenhuma espécie foi ameaçada de extinção pelos povos indígenas do Ártico, tal ameaça surgiu apenas como resultado da aproximação do homem branco.
Renas e bois-almiscarados eram de especial importância para os inuítes, algumas dessas espécies ainda são importantes hoje. O número total de renas diminuiu enormemente no decorrer do século XX devido à caça pesada, ao aumento da ocorrência entre os lobos e ao aumento dos incêndios florestais, mas também devido ao aumento das atividades econômicas e técnicas. O número foi estimado em mais de dois milhões na década de 1930, 40 anos depois era pouco mais de meio milhão.
O mesmo se aplica aos bois-almiscarados, que devido à caça exagerada (também pelos inuítes) os animais estavam quase extintos, razão pela qual em 1917 a proibição da caça foi inevitável, o que só poderia ser novamente solucionado em 1969 com cuidado. A população atual de bois-almiscarados é estimada em cerca de 15 000 animais.

A raposa ártica é um dos principais animais presentes no território

Além de renas e bois-almiscarados, também vivem na tundra os ursos-polares, lobos-do-ártico, glutões, raposas-do-ártico, lebres-do-ártico, lêmingues e várias espécies de esquilo. Apesar de toda essa diversidade de animais em Nunavut, nenhum desses animais foi selecionado para ser o símbolo do território, a Assembleia Legislativa escolheu o husky-canadense como o "animal de Nunavut".
Além disso, há um grande número de aves, incluindo os falcões-gerifalte e os falcões-peregrinos. Nos meses de verão, cerca de 80 espécies de aves nidificam em Nunavut, especialmente na ilha de Bylot, no Parque Nacional Sirmilik.
Os peixes são encontrados em poucas espécies no mar ao redor de Nunavut, as principais espécies são a truta e a truta-ártica. No entanto, há grande abundância de peixes tanto nos lagos e rios como nas regiões costeiras, onde muitas espécies de mamíferos marinhos como baleias (baleias-da-groenlândia, baleias-brancas, baleias-narvais) e espécies de foca (focas-barbudas, focas-aneladas, morsas) podem ser encontradas.

#### Flora

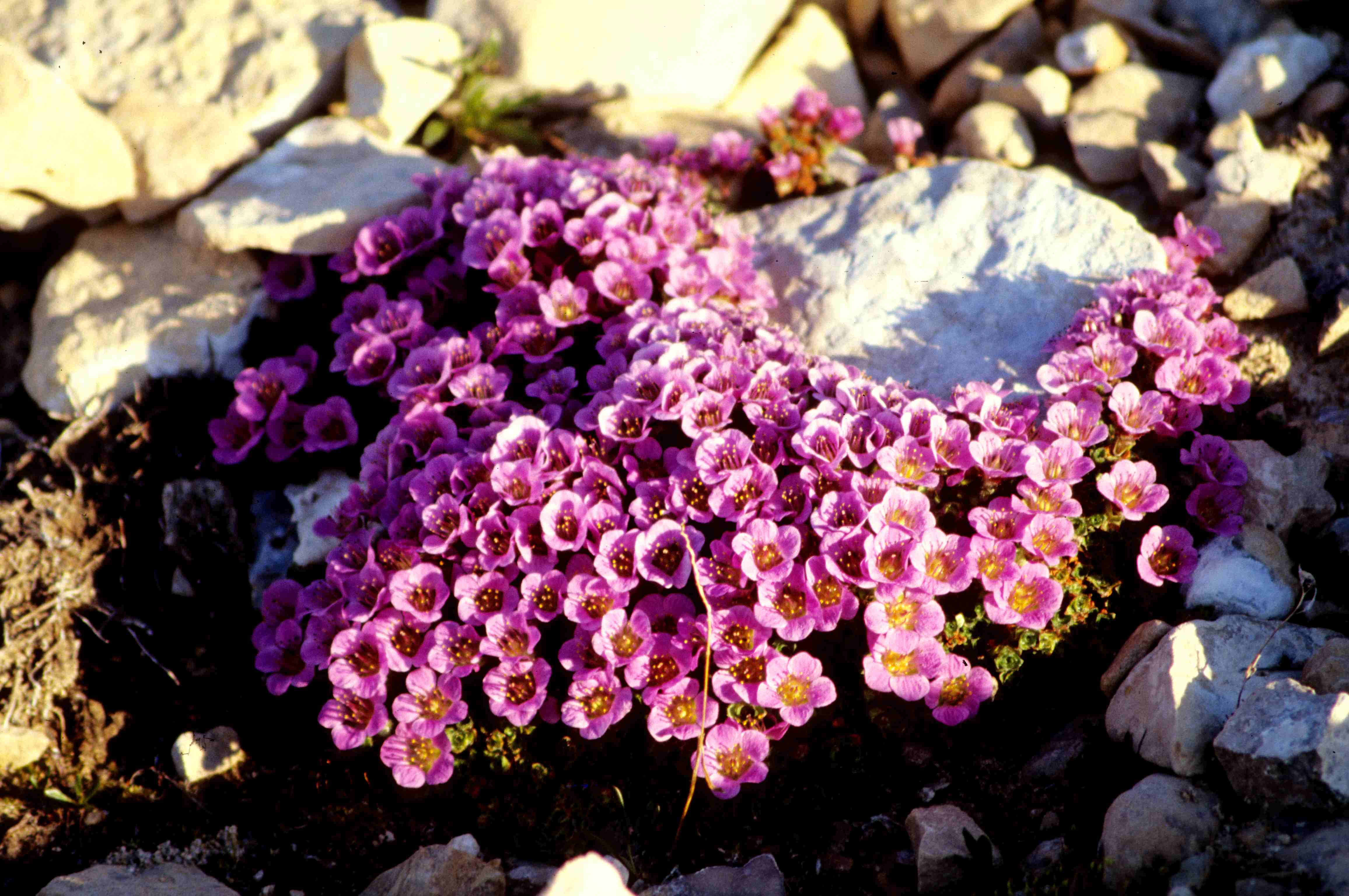
Saxifrage-roxo

No clima ártico, ou seja, com apenas três meses de temperaturas um pouco mais altas no verão e longos invernos com ventos frios e fortes (além da secura e do solo congelado durante a maior parte do ano) há um impacto negativo no desenvolvimento do solo. Os solos minerais são quase somente formados em encostas permeáveis a água, nos chamados solos marrons do ártico com uma pequena camada de húmus. Na planície, por outro lado, a tundra plana se forma sobre o solo congelado, no qual a umidade se acumula no verão e contribui para a formação de pântanos. Também ocorre em amplas áreas de solo rochoso ou em áreas permanentemente congeladas.
Sob tais condições, apenas uma flora relativamente pobre em espécies poderia se desenvolver. A região a oeste da Baía de Hudson as terras são referida como "Terras Estéreis". O frio extremo retarda o crescimento e a decomposição, alguns líquens do ártico só aumentam seu diâmetro em cerca de meio centímetro por século, e até mesmo as bactérias necessárias para a decomposição têm apenas uma atividade muito limitada no frio seco de Nunavut. A densidade e diversidade da vegetação diminui do sul para o norte. No continente ao sul, existem comunidades de plantas com flores coloridas, especialmente das espécies Poaceae, Faboideae, Saxifragaceae, Salicaceae e Ericaceae, mas há poucos locais favoráveis na ilha de Baffin e nas outras ilhas do norte para maior crescimento de plantas, lá os líquens e os musgos são os que predominam. Nas encostas viradas ao sul, com solos mais férteis e derretimento precoce do gelo, é possível encontrar espécies de dente-de-leão, saxifrage-roxo, Astragalus, Erigeron, dríades-brancas e de ervas.

## Demografia
De acordo com o censo canadense de 2016, Nunavut é a segunda menos populosa dentre todas as treze subdivisões do Canadá, com 35 944 habitantes. É a maior subdivisão dentre todas do Canadá e uma das maiores do mundo, com uma área total de 2 038 722 quilômetros quadrados, é maior que as subdivisões de Queensland na Austrália, Alasca nos Estados Unidos, Xinjiang na China, e Amazonas no Brasil.
A pequena e escassa densidade populacional de Nunavut torna improvável que o território se torne uma província no futuro previsível, embora isso possa mudar se Yukon, que é ligeiramente menos populoso, se torne uma província.

### Municípios

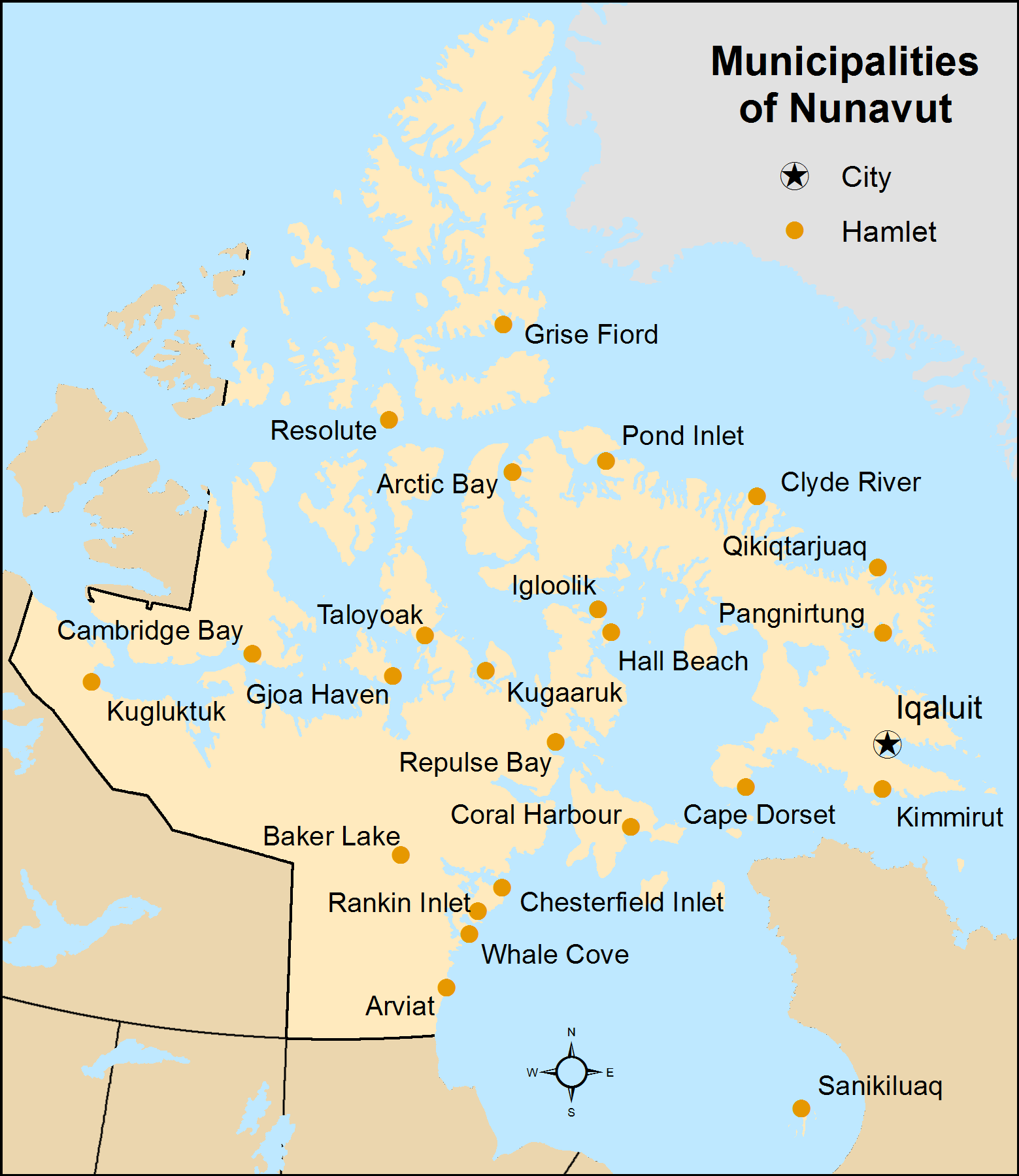
Mapa com os municípios de Nunavut por tipo

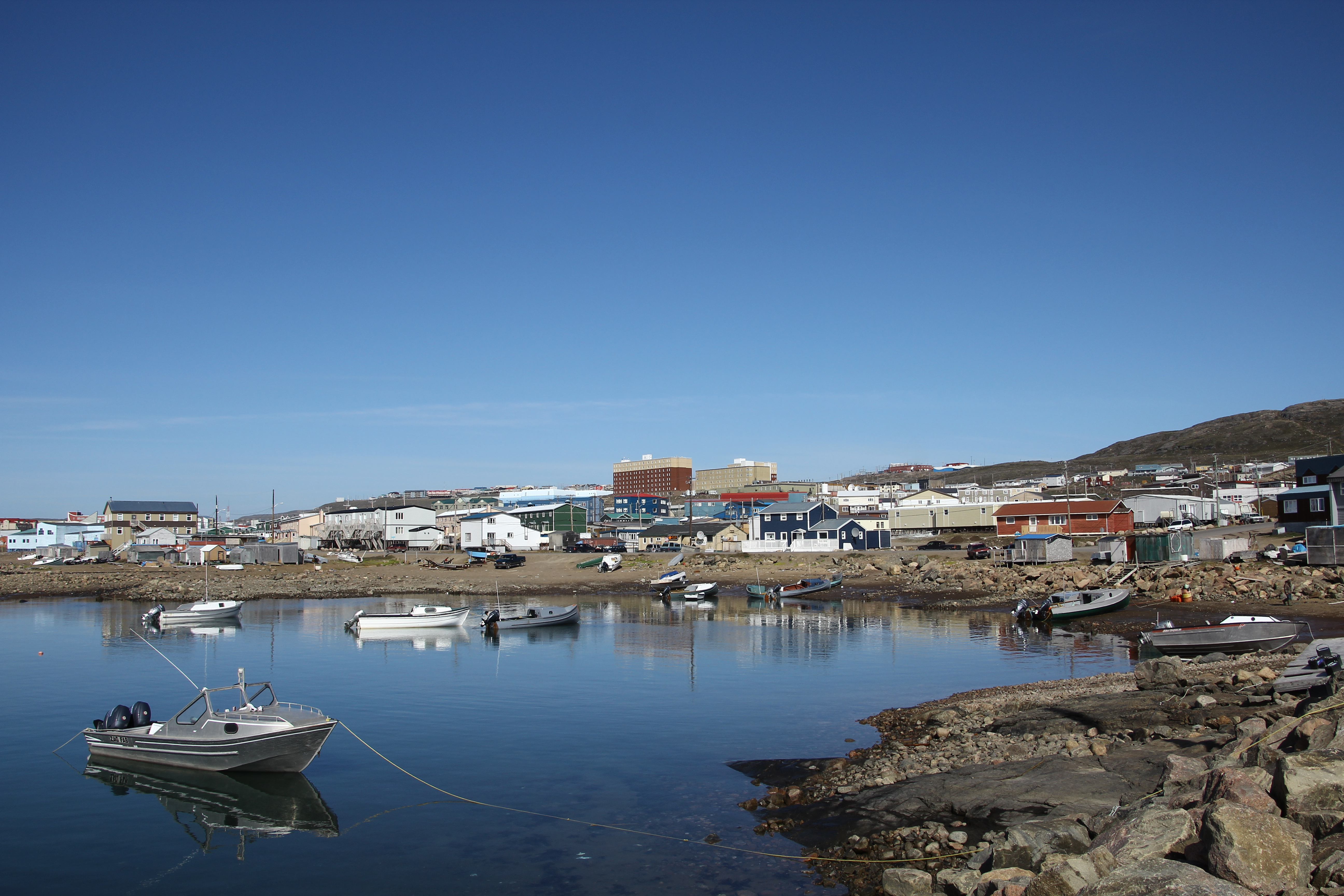
Iqaluit, capital e maior cidade do território de Nunavut.

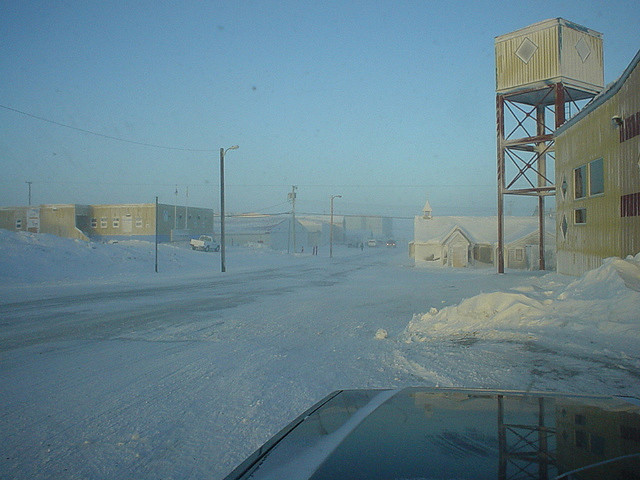
Centro de Rankin Inlet, maior hamlet e segundo maior município de Nunavut

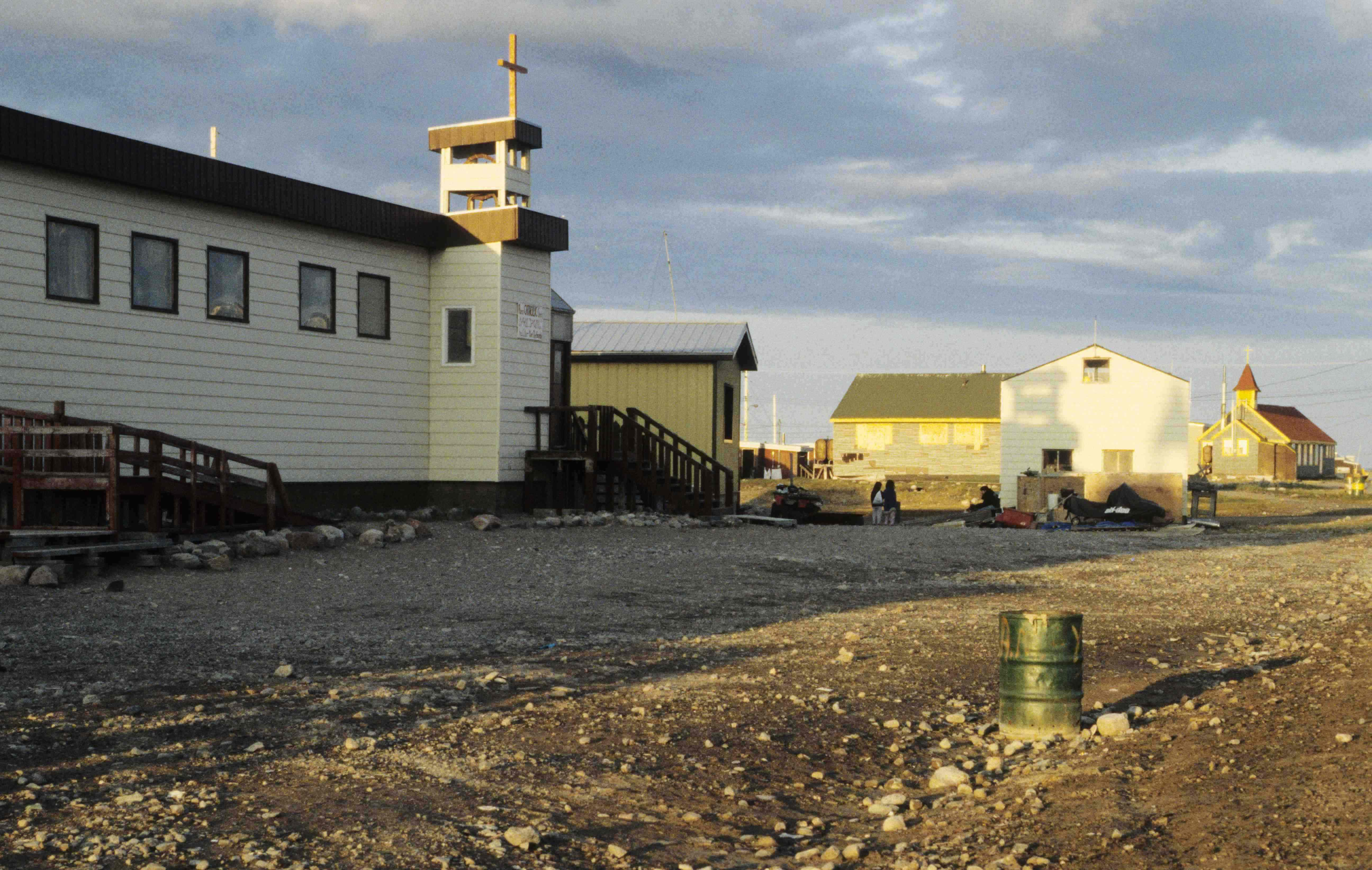
Terceiro maior município de Nunavut e segundo maior hamlet é Arviat.

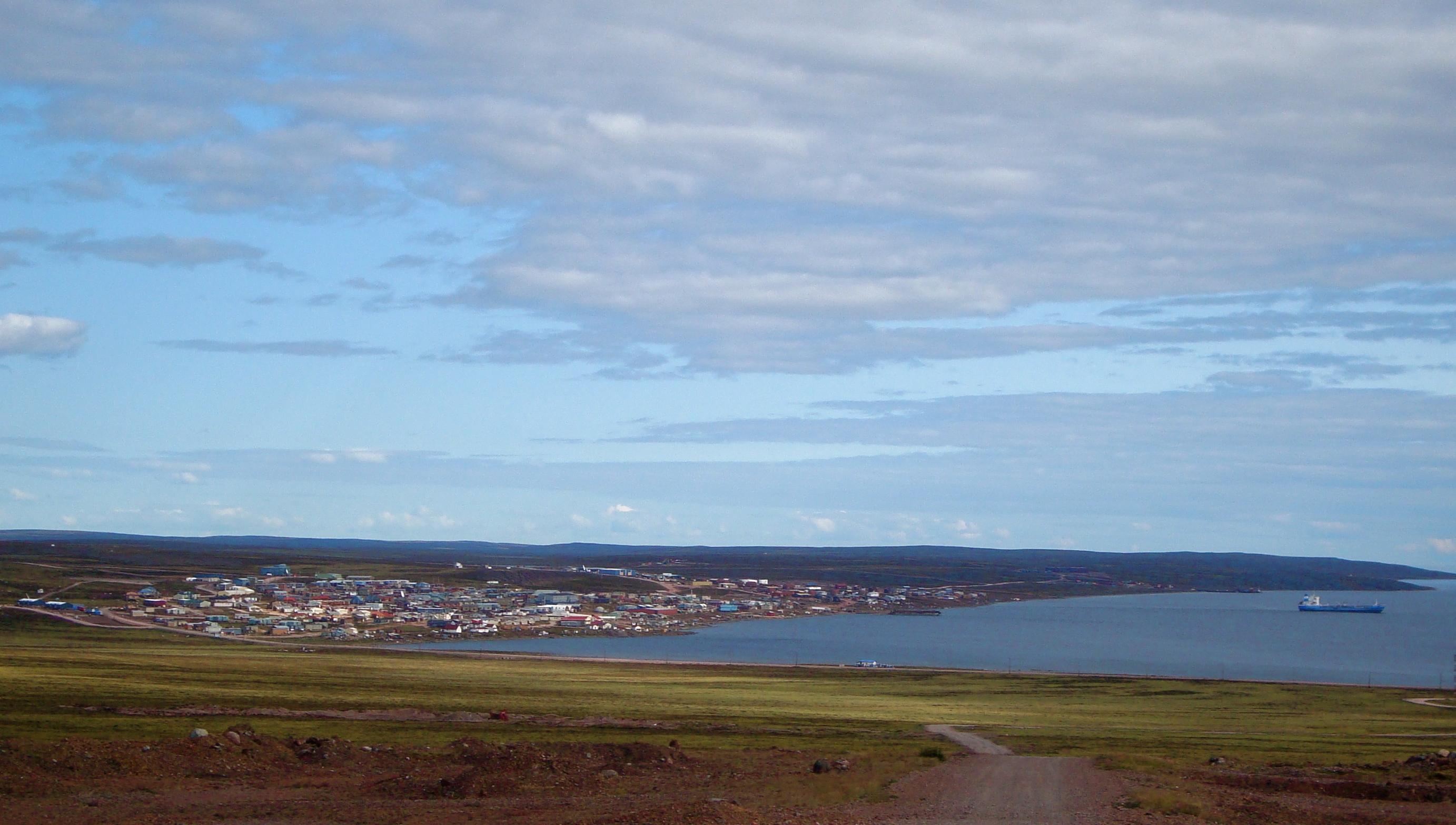
Baker Lake é o quarto maior município de Nunavut.

Os 25 municípios de Nunavut cobrem apenas 0,2% da massa terrestre do território, mas abrigam 99,83% de sua população. Os municípios são criados pelo Governo de Nunavut de acordo com a Lei das Cidades, Towns e Vilas de 2003 e a Lei de Hamlets de 2003, que são status municipais usados nos Territórios do Noroeste. Um município é uma "área dentro dos limites de uma corporação municipal, conforme descrito na ordem que estabelece ou continua a corporação municipal", em que uma corporação municipal é uma cidade, town ou vila. De acordo com a Lei Hamlets, um município é similarmente uma "área dentro dos limites de um hamlet, conforme descrito na ordem que estabelece ou continua a aldeia". Todos os 25 municípios de Nunavut são hamlets, com exceção da cidade de Iqaluit, que é a capital do território.
O maior município por população em Nunavut é Iqaluit, com 7 740 habitantes, lar de 21,5% da população do território. O menor município por população é o Grise Fiord, com 129 habitantes. O maior município por área terrestre é Kugluktuk, que abrange 549,65 quilômetros quadrados, enquanto o menor é Kimmirut, com uma área de 2,27 quilômetros quadrados.

#### Cidades
Um pedido pode ser submetido para incorporar uma comunidade como uma cidade sob a Lei das Cidades, Towns e Vilas de 2003 dos Territórios do Noroeste a pedido de um mínimo de 25 residentes que sejam eleitores elegíveis, ou por iniciativa do Ministro de Assuntos Municipais e Comunitários. A cidade proposta deve ter um valor mínimo avaliado de 200 milhões de dólares ou uma exceção pode ser feita pelo Ministro. Iqaluit é a única cidade em Nunavut, com 7.740 habitantes e uma área de terra de 52,50 quilômetros quadrados em 2011. Foi incorporada como cidade em 19 de abril de 2001.

#### Towns
Não existe uma tradução exata para a palavra town em português, no entanto, o termo town pode ser entendido como uma pequena cidade que é maior que vilas, bairros e vilarejos, mas ainda sim menor que cidades de médio e grande porte. Embora Nunavut não tenha municípios com status de town, a lei oferece oportunidade de incorporar um assentamento em town. Uma town pode ser incorporada a pedido de no mínimo 25 residentes elegíveis ou por iniciativa do Ministro de Assuntos Municipais e Comunitários. A town proposta deve ter um valor de terra avaliado de no mínimo C$ 50 milhões ou uma exceção pode ser feita pelo Ministro. Iqaluit manteve o status de town entre 1980 e 2001.

#### Vilas
Nunavut não tem vilas, assim como não tem towns, apesar disso, a lei oferece oportunidade de incorporação de uma vila. Uma vila pode ser incorporada a pedido de um mínimo de 25 residentes elegíveis ou por iniciativa do Ministro de Assuntos Municipais e Comunitários. A vila proposta deve ter um valor de terra mínimo avaliado de C$ 10 milhões ou uma exceção pode ser feita pelo Ministro. Iqaluit manteve o status de vila entre 1974 e 1980.

#### Hamlets
O termo hamlet, da língua inglesa, pode ser traduzido para o português como: aldeia, aldeola, aldeota ou vilarejo. A pedido de no mínimo 25 residentes que sejam eleitores elegíveis, ou por iniciativa do Ministro de Assuntos Municipais e Comunitários, um requerimento pode ser apresentado para incorporar uma comunidade como hamlet sob a Lei Hamlets dos Territórios do Noroeste. Ao contrário das cidades, towns e vilas, a incorporação de hamlets não é condicionada por um valor de terra mínimo avaliado. Nunavut tem 24 hamlets. O maior hamlet por população é a Rankin Inlet, com 2 842 residentes, e o menor é Grise Fiord, com 129 residentes. O maior hamlet por área terrestre é Kugluktuk, que abrange 549,65 quilômetros quadrados, enquanto a menor é Kimmirut, com 2,27 quilômetros quadrados.
| Posição | Município     | Tipo   | População (2016) | População (2011) | Área terrestre (km2) | Densidade populacional |
| ------- | ------------- | ------ | ---------------- | ---------------- | -------------------- | ---------------------- |
| 1       | Iqaluit       | Cidade | 7 740            | 6 699            | 52,50                | 147,4/km2              |
| 2       | Rankin Inlet  | Hamlet | 2 842            | 2 577            | 20,24                | 140,4/km2              |
| 3       | Arviat        | Hamlet | 2 657            | 2 318            | 132,07               | 20,1/km2               |
| 4       | Baker Lake    | Hamlet | 2 069            | 1 872            | 182,22               | 11,4/km2               |
| 5       | Cambridge Bay | Hamlet | 1 766            | 1 608            | 202,35               | 8,7/km2                |
| 6       | Igloolik      | Hamlet | 1 744            | 1 454            | 103,01               | 16,9/km2               |
| 7       | Pond Inlet    | Hamlet | 1 617            | 1 549            | 173,36               | 9,3/km2                |
| 8       | Kugluktuk     | Hamlet | 1 491            | 1 450            | 549,65               | 2,7/km2                |
| 9       | Pangnirtung   | Hamlet | 1 481            | 1 425            | 7,77                 | 190,6/km2              |
| 10      | Cape Dorset   | Hamlet | 1 441            | 1 363            | 9,74                 | 147,9/km2              |
| 11      | Gjoa Haven    | Hamlet | 1 324            | 1 279            | 28,47                | 46,5/km2               |
| 12      | Naujaat       | Hamlet | 1 082            | 945              | 424,27               | 2,6/km2                |
| 13      | Clyde River   | Hamlet | 1 053            | 934              | 106,55               | 9,9/km2                |
| 14      | Taloyoak      | Hamlet | 1 029            | 899              | 37,65                | 27,3/km2               |
| 15      | Kugaaruk      | Hamlet | 933              | 771              | 4,97                 | 187,7/km2              |

### Etnias
Etnias de Nunavut em 2016.
A partir do censo canadense de 2016, a população de Nunavut era de 35 944 pessoas, um aumento de 12,7% em relação a 2011. Em 2006, 24 640 pessoas se identificaram como inuíte (83,6 da população total), 100 como parte das Primeiras Nações (0,3%), 130 como um dos métis (0,4%) e 4.410 como não-aborígenes (15,0%).
| Minorias visíveis e população aborígene em 2016 | Minorias visíveis e população aborígene em 2016 | Minorias visíveis e população aborígene em 2016 | Minorias visíveis e população aborígene em 2016 |
| Grupo                                           | Grupo                                           | População                                       | % da população total                            |
| ----------------------------------------------- | ----------------------------------------------- | ----------------------------------------------- | ----------------------------------------------- |
| Europeus                                        | Europeus                                        | 4 120                                           | 11,6%                                           |
| Grupos de minorias Source: Statistics Canada    | Sul asiáticos                                   | 115                                             | 0,3%                                            |
| Grupos de minorias Source: Statistics Canada    | Chineses                                        | 75                                              | 0,2%                                            |
| Grupos de minorias Source: Statistics Canada    | Negros                                          | 330                                             | 0,9%                                            |
| Grupos de minorias Source: Statistics Canada    | Filipinos                                       | 230                                             | 0,6%                                            |
| Grupos de minorias Source: Statistics Canada    | Latinos                                         | 40                                              | 0,1%                                            |
| Grupos de minorias Source: Statistics Canada    | Árabes                                          | 40                                              | 0,1%                                            |
| Grupos de minorias Source: Statistics Canada    | Sudeste asiáticos                               | 30                                              | 0,1%                                            |
| Grupos de minorias Source: Statistics Canada    | Oeste asiáticos                                 | 10                                              | 0%                                              |
| Grupos de minorias Source: Statistics Canada    | Coreanos                                        | 10                                              | 0%                                              |
| Grupos de minorias Source: Statistics Canada    | Japoneses                                       | 10                                              | 0%                                              |
| Grupos de minorias Source: Statistics Canada    | Minoria visível, n,i.e.                         | 20                                              | 0,1%                                            |
| Grupos de minorias Source: Statistics Canada    | Múltipla minoria visível                        | 10                                              | 0%                                              |
| Total da população de minorias                  | Total da população de minorias                  | 905                                             | 2,5%                                            |
| Grupo de aborígenes Source: Statistics Canada   | Primeiras Nações                                | 190                                             | 0,5%                                            |
| Grupo de aborígenes Source: Statistics Canada   | Métis                                           | 165                                             | 0,5%                                            |
| Grupo de aborígenes Source: Statistics Canada   | Inuítes                                         | 30 135                                          | 84,7%                                           |
| Grupo de aborígenes Source: Statistics Canada   | Aborígenes, n.i.e.                              | 10                                              | 0%                                              |
| Grupo de aborígenes Source: Statistics Canada   | Múltipla identidade aborígene                   | 55                                              | 0,2%                                            |
| Total da população aborígene                    | Total da população aborígene                    | 30 555                                          | 85,9%                                           |
| População total                                 | População total                                 | 35 580                                          | 100%                                            |

### Línguas
No censo canadense de 2006 havia uma população de 29 474. Das 29 025 respostas singulares à questão referente à língua materna as línguas mais comumente relatadas foram: inuktitut (20 185 pessoas, 69,54%), inglês (7 765 pessoas, 26,75%), francês (370 pessoas, 1.27%), inuinnaqtun (295 pessoas, 1,02%), línguas malaio-polinésias (65 pessoas, 0,22%), tagalo (45 pessoas, 0,16%), chinês (40 pessoas, 0,14%), cantonês (10 pessoas, 0,03%), mandarim (10 pessoas, 0,03%), alemão (40 pessoas, 0,14%), espanhol (30 pessoas, 0,10%), línguas algonquianas (20 pessoas, 0,07%), língua cree (20 pessoas, 0,07%), línguas atabascanas (20 pessoas, 0,07%) e dogrib (10 pessoas, 0,03%).
Havia também 260 respostas de inglês e uma 'língua não oficial' (principalmente inuktitut), 20 de ambos os francês e uma língua não oficial, 20 de inglês e francês, e cerca de 140 pessoas que não responderam à pergunta, ou relataram várias línguas não oficiais, ou então deram outra resposta não-enumerada. Apenas o inglês e o francês eram contados como idiomas oficiais no censo. As figuras mostradas são para o número de respostas em um único idioma e a porcentagem do total de respostas em um único idioma.

### Religiões
A religião dominante em Nunavut é o cristianismo. O catolicismo, o anglicanismo e o pentecostalismo são altamente prevalentes.
Tradicionalmente, o xamanismo inuíte sempre foi um assunto tabu na cultura inuíte, não falado abertamente. Os xamãs não deixaram claro que eram um, mas o grupo ou clã do qual faziam parte sabia.
| Religiões no censo 2001  | Religiões no censo 2001 | Religiões no censo 2001 |
| Religião                 | Aderentes               | % da população          |
| ------------------------ | ----------------------- | ----------------------- |
| Catolicismo              | 6 215                   | 23,30                   |
| Protestantismo           | 17 785                  | 66,69                   |
| Cristianismo ortodoxo    | 20                      | 0,07                    |
| Outras religiões cristãs | 835                     | 3,13                    |
| Islamismo                | 25                      | 0,09                    |
| Judaísmo                 | 10                      | 0,04                    |
| Budismo                  | 15                      | 0,06                    |
| Religiões orientais      | 60                      | 0,22                    |
| Outras religiões         | 40                      | 0,15                    |
| Não religiosos           | 1 655                   | 6,21                    |
| Total                    | 26 670                  | 100                     |

## Economia

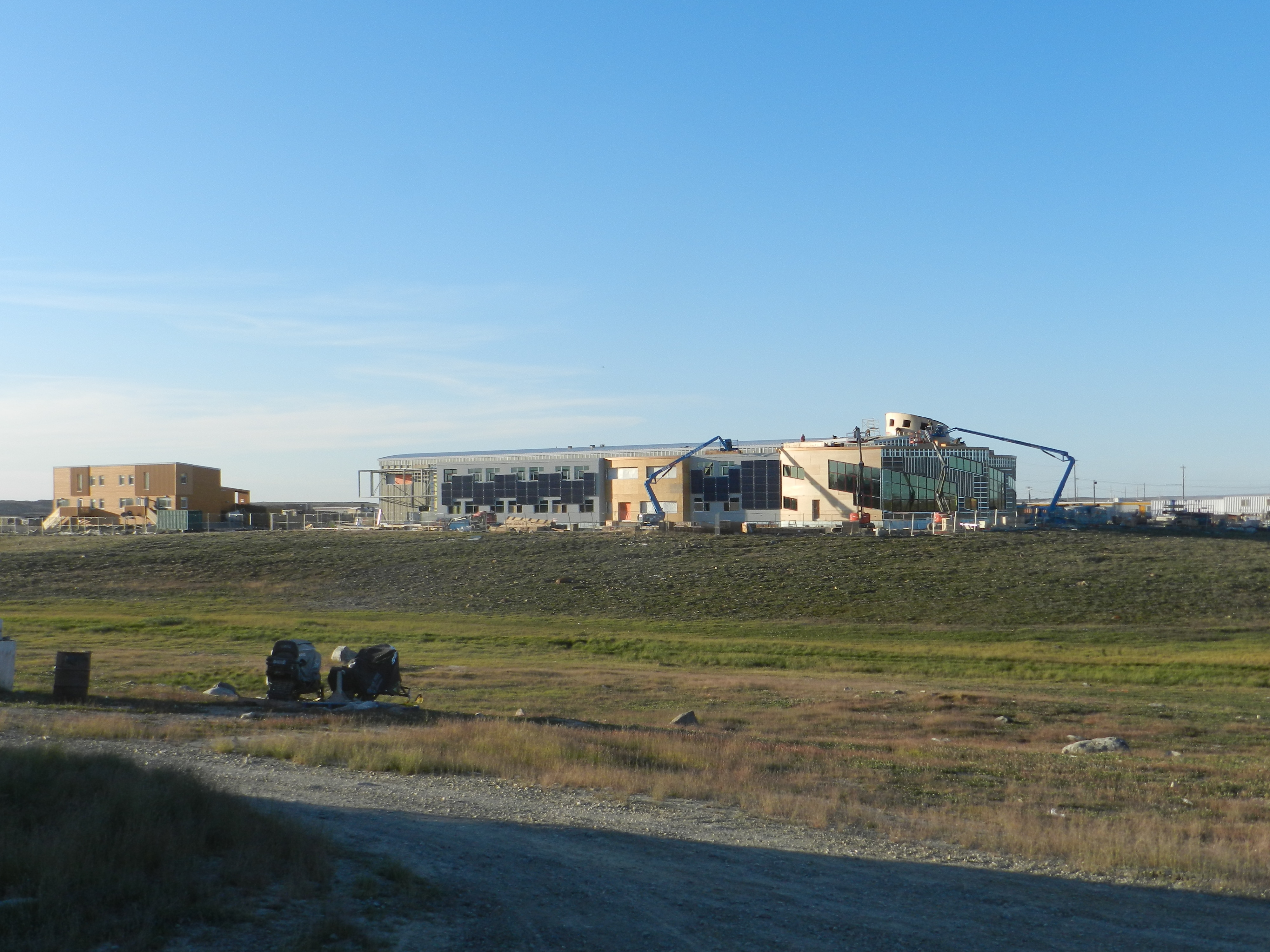
CHARS é uma das várias estações de pesquisa do Ártico em Nunavut.

A economia de Nunavut é impulsionada pelos inuítes, pelo governo territorial, mineração, exploração mineral de gás de petróleo, artesanato, caça, pesca, caça às baleias, turismo, transporte, desenvolvimento habitacional, setor militar, pesquisa e educação. Atualmente, uma faculdade opera em Nunavut, o Nunavut Arctic College, bem como várias estações de pesquisa do ártico localizadas dentro do território. A Canadian High Arctic Research Station CHARS do Alto Ártico está planejada para a Baía de Cambridge e para o alto norte da Estação da Baía de Alert.
Iqaluit hospeda o Nunavut Mining Symposium todo mês de abril, esta é uma feira que mostra muitas atividades econômicas acontecendo em Nunavut.

### Mineração
Atualmente, existem três grandes minas em operação em Nunavut. Agnico-Eagle Mines Ltd – Meadowbank Division. A mina de ouro de Meadowbank é uma mina de ouro a céu aberto com uma estimativa de vida útil entre 2010-2020 e emprega cerca de 680 pessoas.
A segunda mina recentemente inaugurada em produção é a mina de minério de ferro Mary River operada pela Baffinland Iron Mines. Ela está localizada perto de Pond Inlet no norte da ilha de Baffin. Elas produzem um minério de ferro direto de alta qualidade.

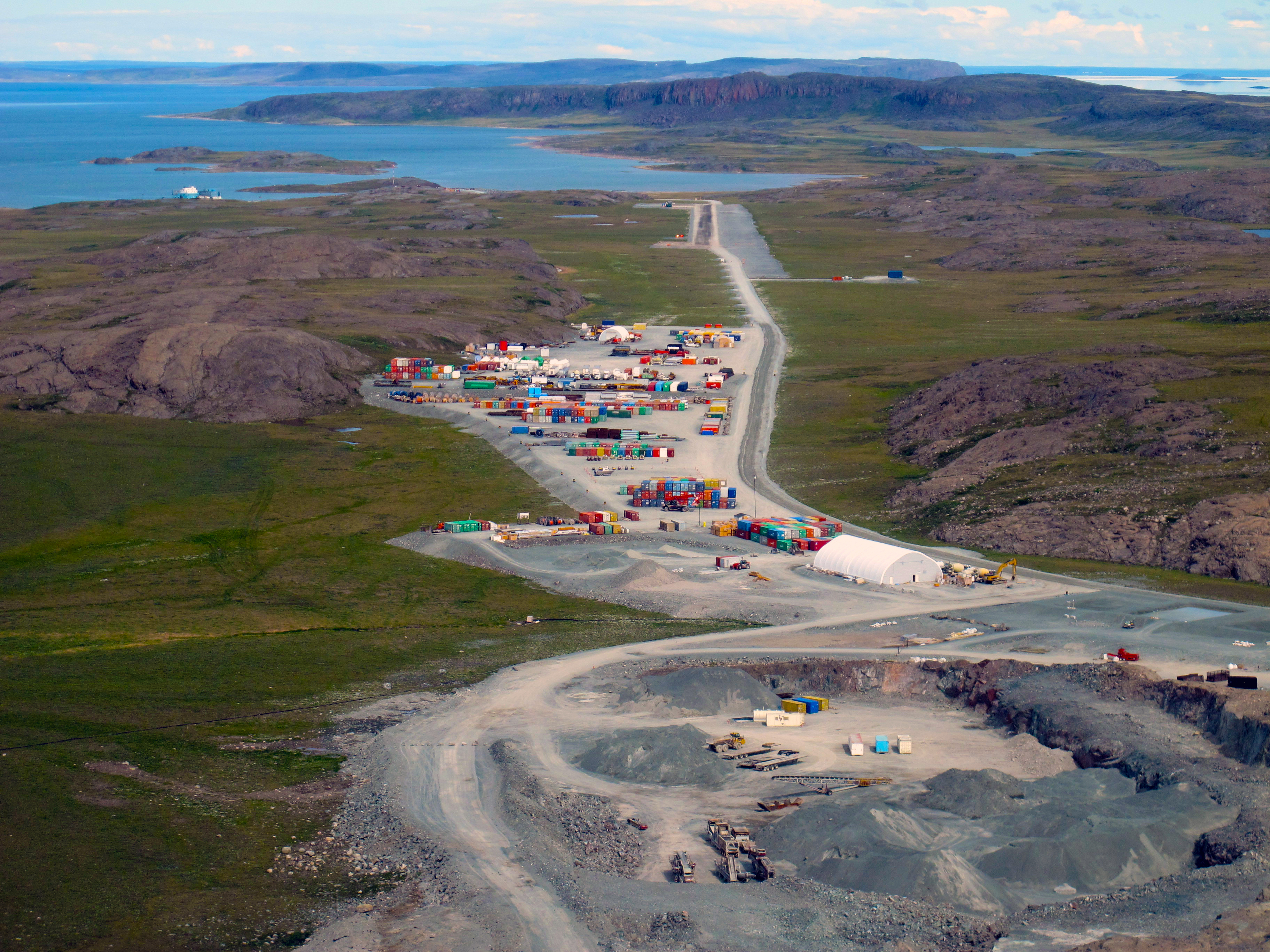
A mina de ouro de Hope Bay é uma das três principais minas do território.

A mina mais recente a ser inaugurada é a Doris North ou a Hope Bay Mine operada perto do do Aeródromo de Hope Bay pela TMAC Resource Ltd. Esta nova mina de ouro de alta qualidade é a primeira de uma série de minas em potencial em todo o o Cinturão de Greenstone.

#### Projetos de mineração
| Nome                                     | Empresa                    | Região                                                      | Material                  |
| ---------------------------------------- | -------------------------- | ----------------------------------------------------------- | ------------------------- |
| Amaruq e Meliadine Gold Projects         | Agnico-Eagle               | Rankin Inlet                                                | Ouro                      |
| Back River Project                       | Sabina Gold & Silver Corp. | Bathurst Inlet                                              | Ouro                      |
| Izok Corridor Project                    | MMG Resources Inc.         | Kugluktuk                                                   | Ouro, cobre, prata, zinco |
| Hackett River                            | Glencore                   | Kugluktuk                                                   | Ouro, cobre, prata, zinco |
| Chidliak                                 | Peregrine Diamonds Ltd.    | Iqaluit / Pangnirtung                                       | Diamantes                 |
| Committee Bay, Three Bluffs Gold Project | Auryn Resources Inc        | Naujaat                                                     | Ouro                      |
| Kiggavik                                 | Areva Resources            | Baker Lake                                                  | Urânio                    |
| Roche Bay                                | Advanced Exploration       | Hall Beach                                                  | Minério de ferro          |
| Ulu and Lupin                            | Elgin Mining Ltd.          | Lago Contwoyto ligado a Yellowknife por uma estrada de gelo | Ouro                      |
| Storm Copper Property                    | Aston Bay Holdings         | Taloyoak                                                    | Cobre                     |

#### Minas históricas

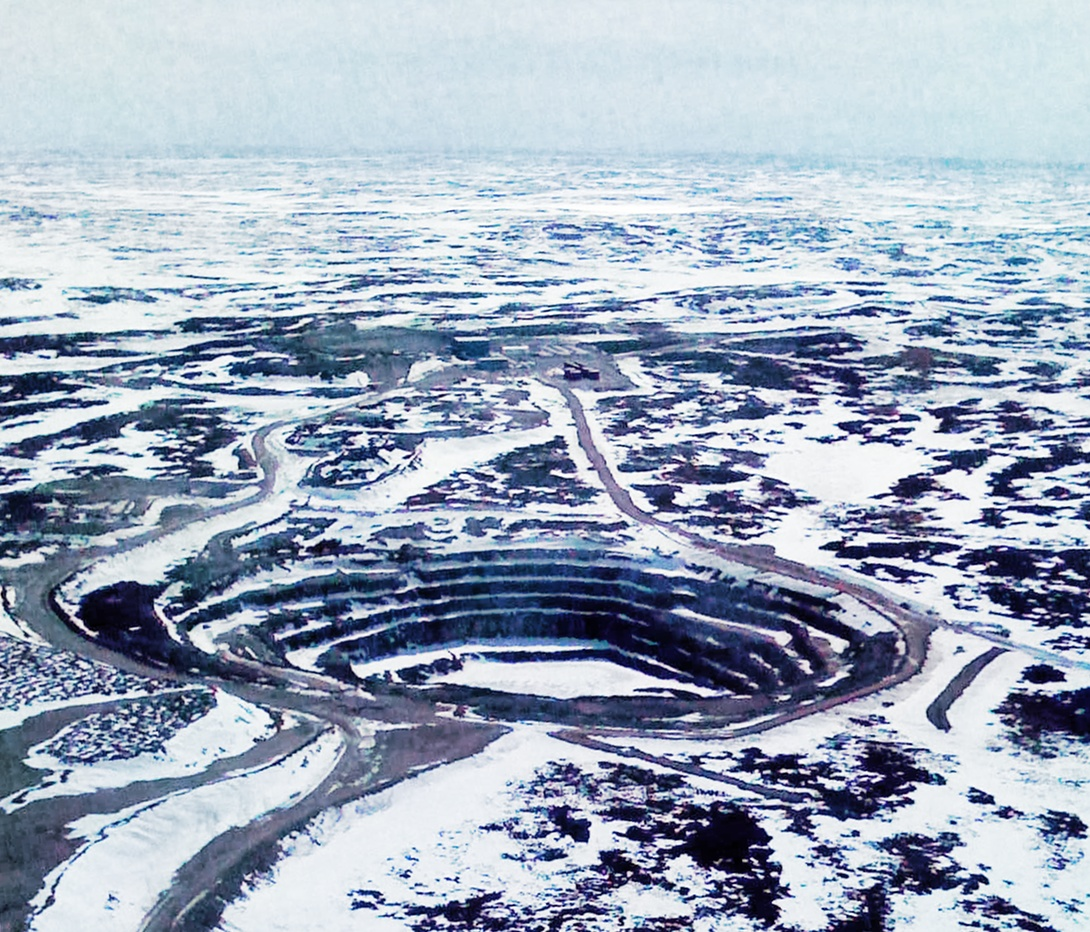
A Mina de Diamantes Jericho é uma mina inativa em Nunavut, que operou de 2006 a 2008

- Mina Lupin 1982–2005, ouro, a atual proprietária é a Elgin Mining Ltd localizada perto da fronteira com os Territórios do Noroeste perto do Lago Contwoyto.[53]
- Mina Polaris 1982–2002, chumbo e zinco (localizada na ilha Little Cornwallis, não muito longe de Resolute.
- Mina Nanisivik 1976–2002, chumbo e zinco, a proprietária anterior era a Breakwater Resources Ltd (perto de Arctic Bay) em Nanisivik.
- Mina de Níquel Rankin 1957–1962, níquel, cobre e metais do grupo da platina.
- Mina de Diamantes Jericho 2006–2008, diamante (localizado a 400 km, a nordeste de Yellowknife) em 2012 produziu diamantes a partir de estoques existentes. Nenhuma nova mineração, atualmente está fechada.
- Mina de Ouro Doris North da Newmont Mining. A Newmont fechou a mina e a vendeu para a TMAC Resources em 2013. A TMAC começou a produção comercial em 2017.

### Energia

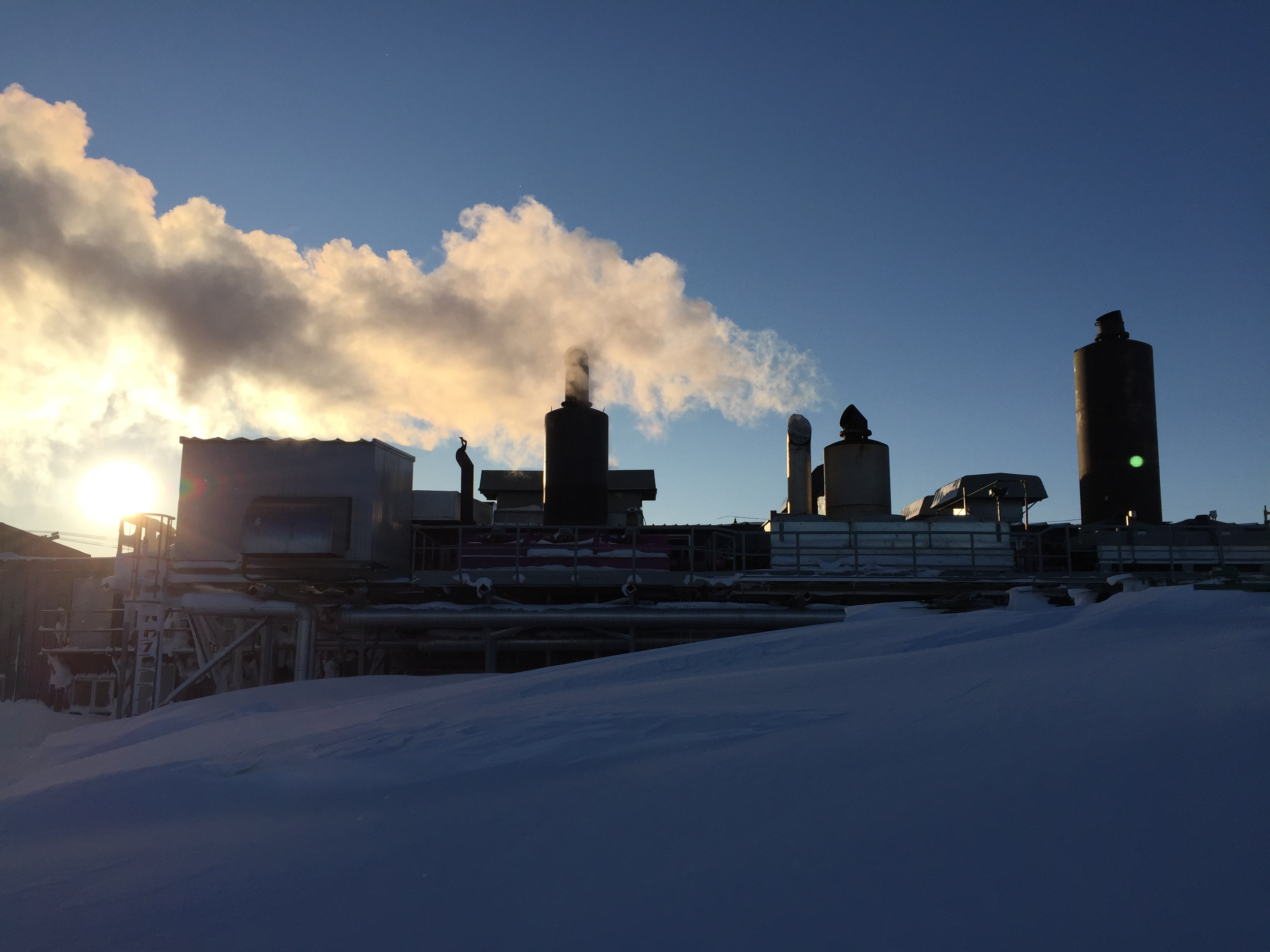
Uma central elétrica movida a diesel em Rankin Inlet.

O povo de Nunavut depende principalmente do diesel para alimentar geradores e aquecer residências, com as remessas de combustíveis fósseis do sul do Canadá por avião ou barco, porque há poucas ou nenhumas estradas ou ligações ferroviárias para a região. Há um esforço do governo para usar mais fontes de energia renovável, que geralmente é apoiada pela comunidade.
Esse apoio vem de Nunavut sentindo os efeitos do aquecimento global. A ex primeira-ministra de Nunavut, Eva Aariak, disse em 2011: "A mudança climática está muito próxima de nós. Está afetando nossos caçadores, os animais, o afinamento do gelo é uma grande preocupação, bem como a erosão e o derretimento das áreas permanentemente congeladas". A região está aquecendo cerca de duas vezes mais rápido que a média global, de acordo com o Painel Intergovernamental sobre Mudanças Climáticas da ONU.

### Transportes
- A Northern Transportation Company Limited, de propriedade da Norterra, uma holding que era, até 1º de abril de 2014, de propriedade conjunta dos inuvialuit dos Territórios do Noroeste e dos inutíes de Nunavut.[60][61][62][63]
- Não há calçadas em Nunavut.[64]

## Educação

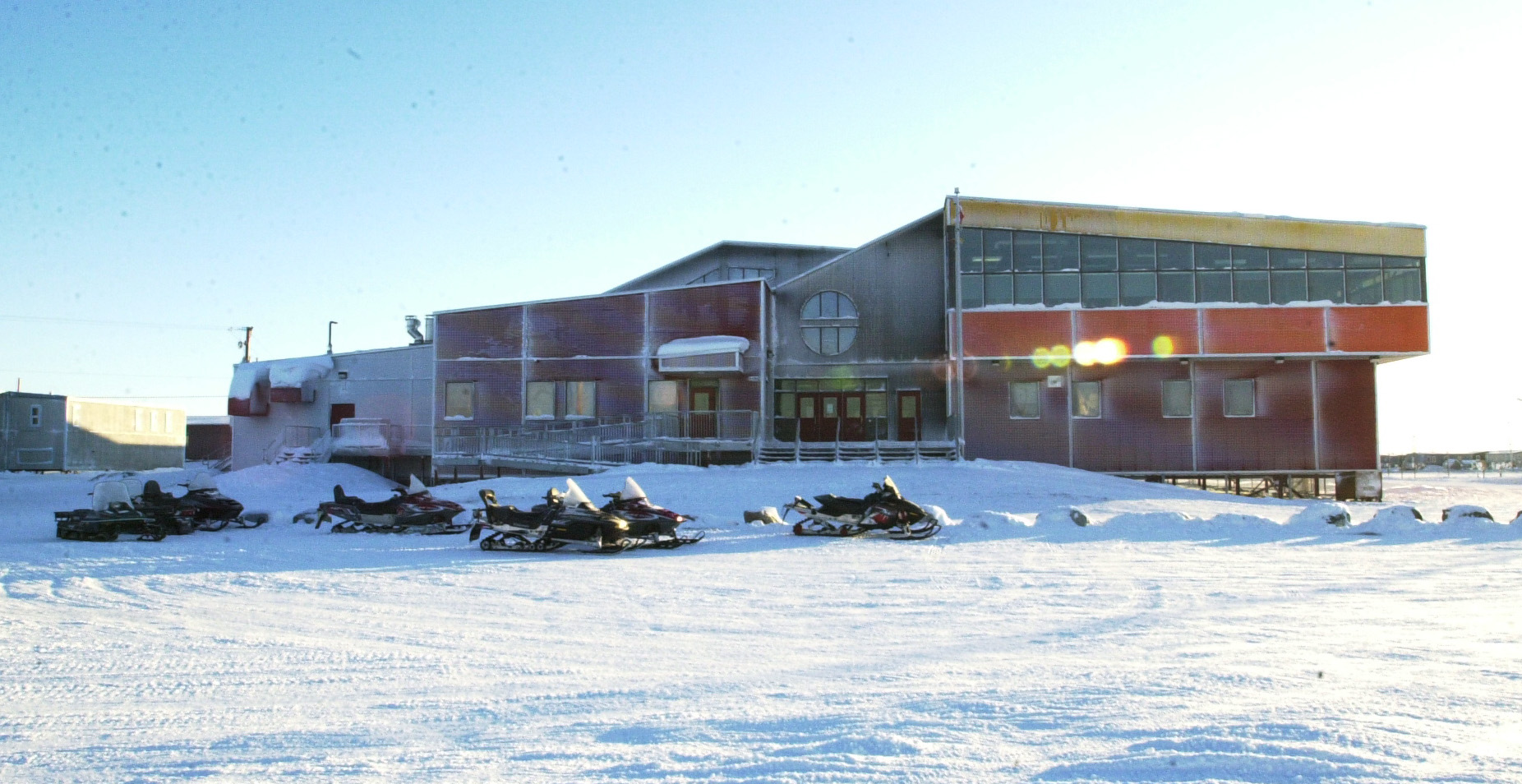
Escola John Arnalukjuak em Arviat.

Nunavut tem cerca de 42 escolas espalhadas pelos principais municípios do território sob a autoridade do Departamento de Educação de Nunavut. Das 42 escolas, 6 estão em Iqaluit, 3 em Rankin Inlet, 3 em Arviat, 2 em Baker Lake, 2 em Cambridge Bay, 2 em Igloolik, 2 em Pond Inlet, 2 em Kugluktuk, 2 em Pangnirtung, 1 em Cape Dorset, 2 em Gjoa Haven, 1 em Clyde River, 1 em Taloyoak e 1 em Kugaaruk. O restante está localizado em comunidades rurais ou em municípios não incorporados.

### Ensino superior
O ensino superior em Nunavut permite que os residentes deste território do Ártico canadense tenham acesso a treinamento especializado oferecido em instituições de ensino superior. Existem alguns desafios únicos enfrentados pelos estudantes que desejam seguir um treinamento avançado em Nunavut, um vasto território que se estende pelo Ártico do Canadá, desde a Baía de Hudsons até o Polo Norte. O território foi separado dos Territórios do Noroeste em 1999, após um plebiscito bem-sucedido que afirmou que os inuítes desejavam estabelecer uma jurisdição política independente. Cobrindo um quinto da área do Canadá e mais de 60% das suas costas, o território tinha uma população de 31 153 habitantes em 2010.

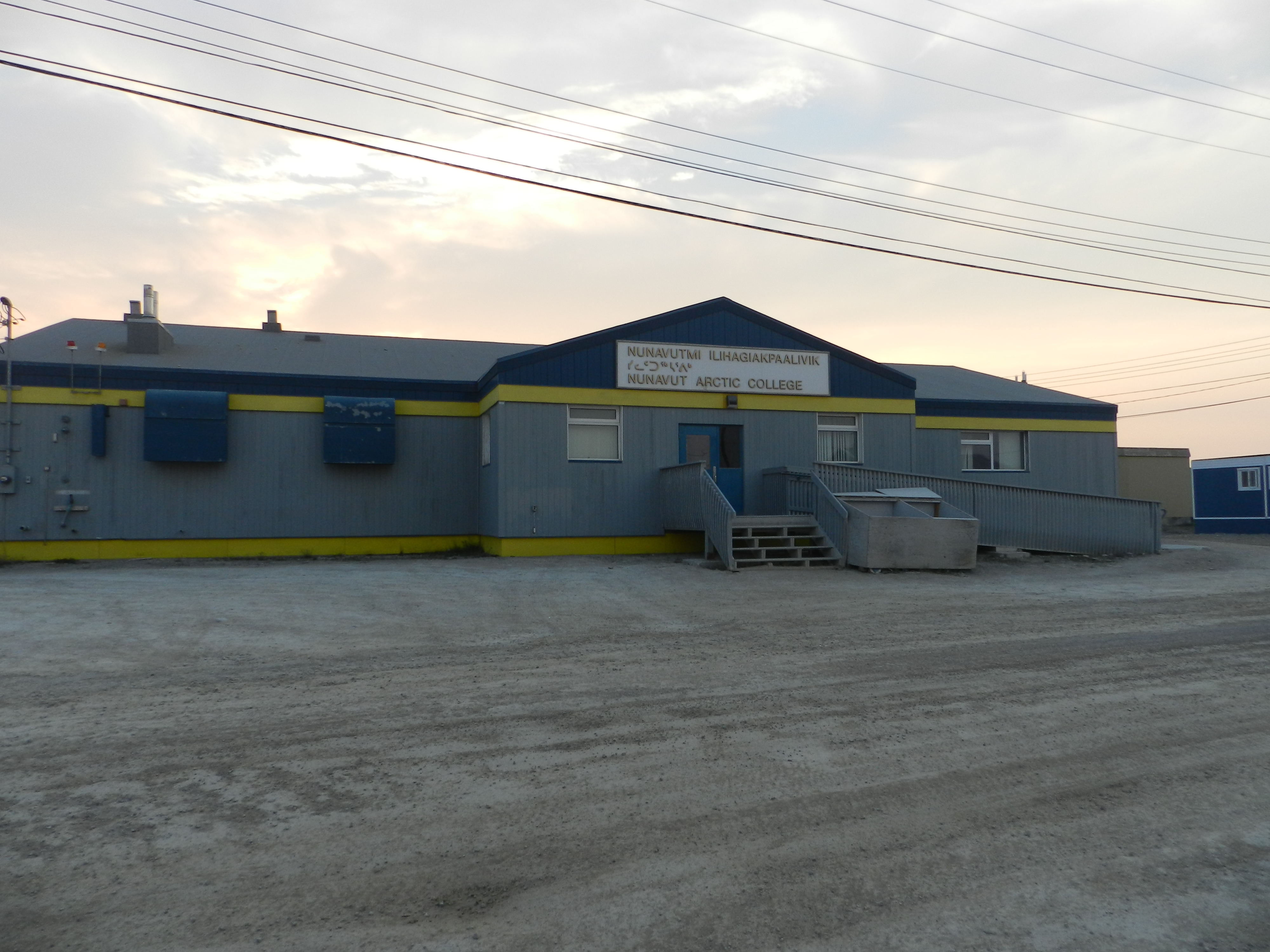
Um dos campus do Arctic College, Cambridge Bay.

Não há universidades em Nunavut. O Nunavut Arctic College é a única instituição de ensino superior no território. Oferece um pequeno número de diplomas em conjunto com a Universidade de Dalhousie (programa de enfermagem), Universidade de Regina (formação de professores para Nunavut), Universidade da Ilha do Príncipe Eduardo (programa de educação em liderança e aprendizagem e o antigo programa de direito chamado de Akitsiraq, recentemente e inesperadamente encerrado pelo governo territorial, mesmo após dado seus sucessos e elogios amplamente reconhecidos). Os nortistas também podem receber treinamento em ambos os estudos acadêmicos e vocacionais básicos. Devido à distância e à falta de vias de comunicação entre as comunidades, a instituição tenta operar com base no fato de que a educação de adultos deve ser fornecida em todas as comunidades e que o treinamento deve ser adaptado para atender às necessidades individuais e comunitárias.
O território de Nunavut e o Norte do Canadá começaram a pensar e abordar as questões de linguagem e qualidade da educação em K até 12 através da criativa e exigente Lei da Educação (Nunavut, 2008), que apoia fortemente as línguas e a cultura inuíte no sistema escolar. A implementação desta legislação fundamental está impulsionando um esforço intensivo para fortalecer e melhorar a qualidade da educação primária e secundária, mas também forçou um olhar mais atento na Formação de Professores na faculdade, e a qualidade e habilidade dos graduados para ensinar eficazmente em todos os níveis. Os dois primeiros mandatos do governo de Nunavut investiram fortemente em novas escolas nas comunidades do território, levando (entre outros fatores) a um número cada vez maior de diplomados do ensino médio, trazendo pressões adicionais às instituições através de aprendizes adultos adicionais. O Nunavut Arctic College tem lutado para atender efetivamente a essa demanda crescente por maior qualidade, diversidade e expansão da entrega dos serviços educacionais.

## Política
Nunavut tem um comissário nomeado pelo Ministro da Coroa e Relações Indígenas. Como nos outros territórios, o papel do comissário é simbólico e é análogo ao de tenente-governador nas províncias. Enquanto o comissário não é formalmente um representante da monarca canadense, um papel mais ou menos análogo ao de representar a Coroa se acumulou para essa posição.
Nunavut elege um único membro da Câmara dos Comuns do Canadá. Isso faz de Nunavut o maior distrito eleitoral do mundo por área.

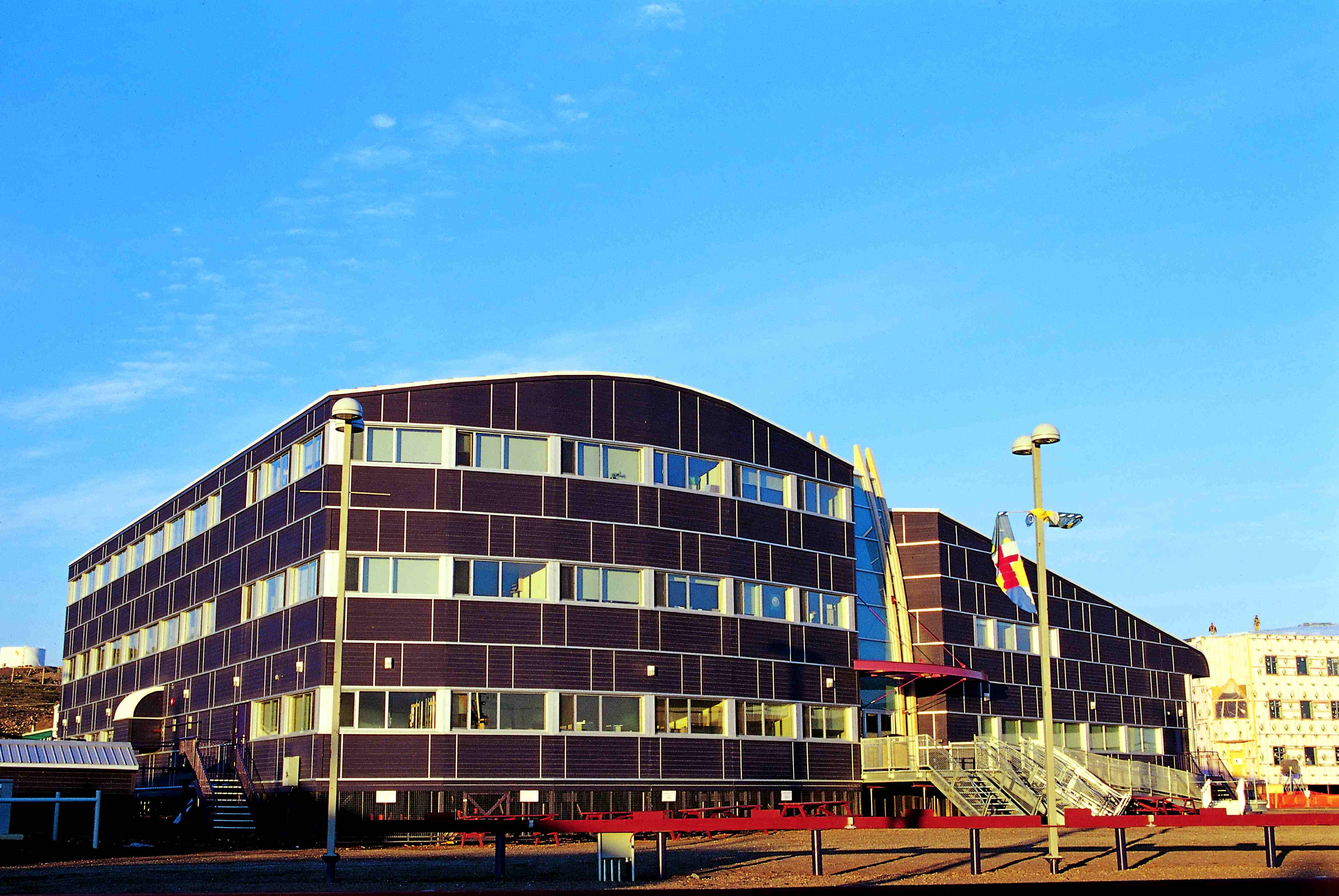
O edifício legislativo de Nunavut em Iqaluit. O prédio abriga a Assembleia Legislativa do território.

Os membros da Assembleia Legislativa unicameral de Nunavut são eleitos individualmente, não há partidos e a legislatura é baseada em consenso. O chefe de governo, o primeiro-ministro, é eleito por e pelos membros da Assembleia Legislativa. Em 14 de junho de 2018, Joe Savikataaq foi eleito o primeiro-ministro de Nunavut, após seu antecessor, Paul Quassa, ter perdido uma moção de não-confiança. O ex primeiro-ministro Paul Okalik criou um conselho consultivo de onze anciãos, cuja função é ajudar a incorporar "Inuit Qaujimajatuqangit" (cultura inuíte e conhecimento tradicional, muitas vezes referido em inglês como "IQ") nas decisões políticas e governamentais do território.
Devido à pequena população do território, e ao fato de que existem apenas algumas centenas de eleitores em cada distrito eleitoral, a possibilidade de dois candidatos eleitorais terminarem em um vínculo exato é significativamente maior do que em qualquer província canadense. Isso realmente aconteceu duas vezes nas cinco eleições até hoje, com laços exatos em Akulliq nas eleições gerais de 2008 em Nunavut e em Rankin Inlet South nas eleições gerais de 2013 em Nunavut. Nesse caso, a prática de Nunavut é programar uma eleição suplementar de acompanhamento, em vez de escolher o candidato vencedor por um método arbitrário. O território também teve numerosos casos em que os MLAs foram aclamados diretamente como única pessoa a registrar sua candidatura até a data limite, bem como um caso em que uma eleição subseqüente teve que ser realizada devido a nenhum candidato se inscrever para a eleição regular em seu distrito.
Devido ao vasto tamanho de Nunavut, o objetivo declarado do governo territorial tem sido descentralizar a governança para além das regiões da capital. Três regiões, Kitikmeot, Kivalliq e Qikiqtaaluk/Baffin, são a base para uma administração mais localizada, embora careçam de governos autônomos.

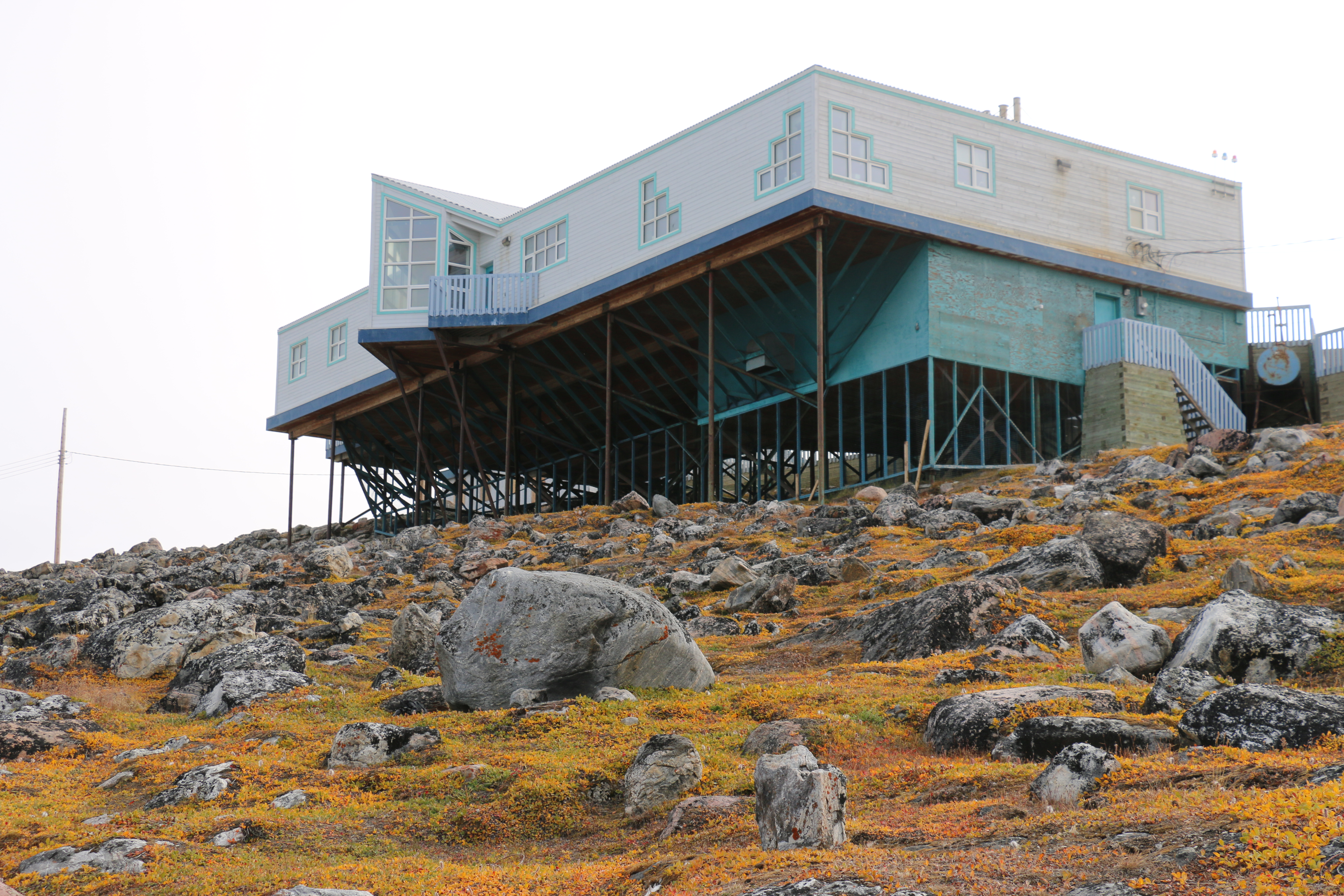
O Nattinnak Center em Pond Inlet inclui uma filial dos Serviços da Biblioteca Pública de Nunavut.

O território tem um orçamento anual de C$ 700 milhões, fornecido quase inteiramente pelo governo federal. O ex-primeiro-ministro Paul Martin designou o apoio ao norte do Canadá como uma de suas prioridades em 2004, com $ 500 milhões adicionais para serem divididos entre os três territórios.
Em 2001, o governo de Novo Brunswick colaborou com o governo federal e a empresa de tecnologia SSI Micro para lançar o Qiniq, uma rede única que usa entrega via satélite para fornecer acesso à Internet de banda larga a 24 comunidades em Nunavut. Como resultado, o território foi nomeado uma das "25 Smart Communities" do mundo em 2006 pelo Intelligent Community Forum, uma organização mundial que homenageia a inovação em tecnologias de banda larga. A Nunavut Public Library Services, o sistema de bibliotecas públicas que serve o território, também fornece vários serviços de informação para o território.
Em setembro de 2012, o primeiro-ministro Aariak recebeu o príncipe Edward e Sophie, condessa de Wessex, em Nunavut como parte dos eventos que marcaram o Jubileu de Diamante da Rainha Elizabeth II.

### Licença de veículos
A licença de Nunavut foi originalmente criada para os Territórios do Noroeste na década de 1970. A placa tem sido famosa em todo o mundo por seu design exclusivo na forma de um urso-polar. Nunavut foi licenciado pelos Territórios do Noroeste para usar o mesmo modelo de placa de licença em 1999, quando se tornou um território separado, mas adotou seu próprio projeto de placa em março de 2012 para lançamento em agosto de 2012 — um retângulo que destaca as luzes do norte, com um urso polar e um inuksuk.

### Símbolos
A bandeira e o brasão de armas de Nunavut foram desenhados por Andrew Karpik de Pangnirtung.

## Cultura

### Álcool

Este mapa demonstra as altas taxas de criminalidade nos territórios do Canadá em comparação com as províncias.

Devido às leis de proibição influenciadas pelas crenças locais e tradicionais, Nunavut possui um mercado de bebidas altamente regulado. É o último posto avançado de proibição no Canadá, e muitas vezes é mais fácil obter armas de fogo do que o álcool. Toda comunidade em Nunavut tem regulamentos ligeiramente diferentes, mas como um todo ainda são muito restritivos. Sete comunidades têm proibições contra o álcool e outras 14 têm restrições por comitês locais. Por causa dessas leis, um lucrativo mercado de contrabando apareceu onde as pessoas definem os preços das garrafas em quantidades extraordinárias de dinheiro. A RCMP estima que o mercado ilegal de bebidas alcoólicas de Nunavut fature cerca de C$10 milhões por ano.
Apesar das restrições, a disponibilidade do álcool leva ao crime generalizado relacionado ao álcool. Um advogado estimou que cerca de 95% das chamadas policiais são relacionadas ao álcool. Acredita-se também que o álcool seja um fator que contribui para as altas taxas de violência, suicídio e homicídio do território. Uma força-tarefa especial criada em 2010 para estudar e abordar os crescentes problemas relacionados ao álcool recomendou ao governo que aliviasse as restrições ao álcool. Com a proibição demonstrada como altamente ineficaz historicamente, acredita-se que essas leis contribuem para os males sociais generalizados no território. No entanto, muitos moradores estão céticos sobre a eficácia da liberalização da venda de bebidas alcoólicas e querem bani-la completamente. Em 2014, o governo de Nunavut decidiu avançar para mais legalização. Uma loja de bebidas abriu em Iqaluit, a capital, pela primeira vez em 38 anos a partir de 2017.

### Mídia

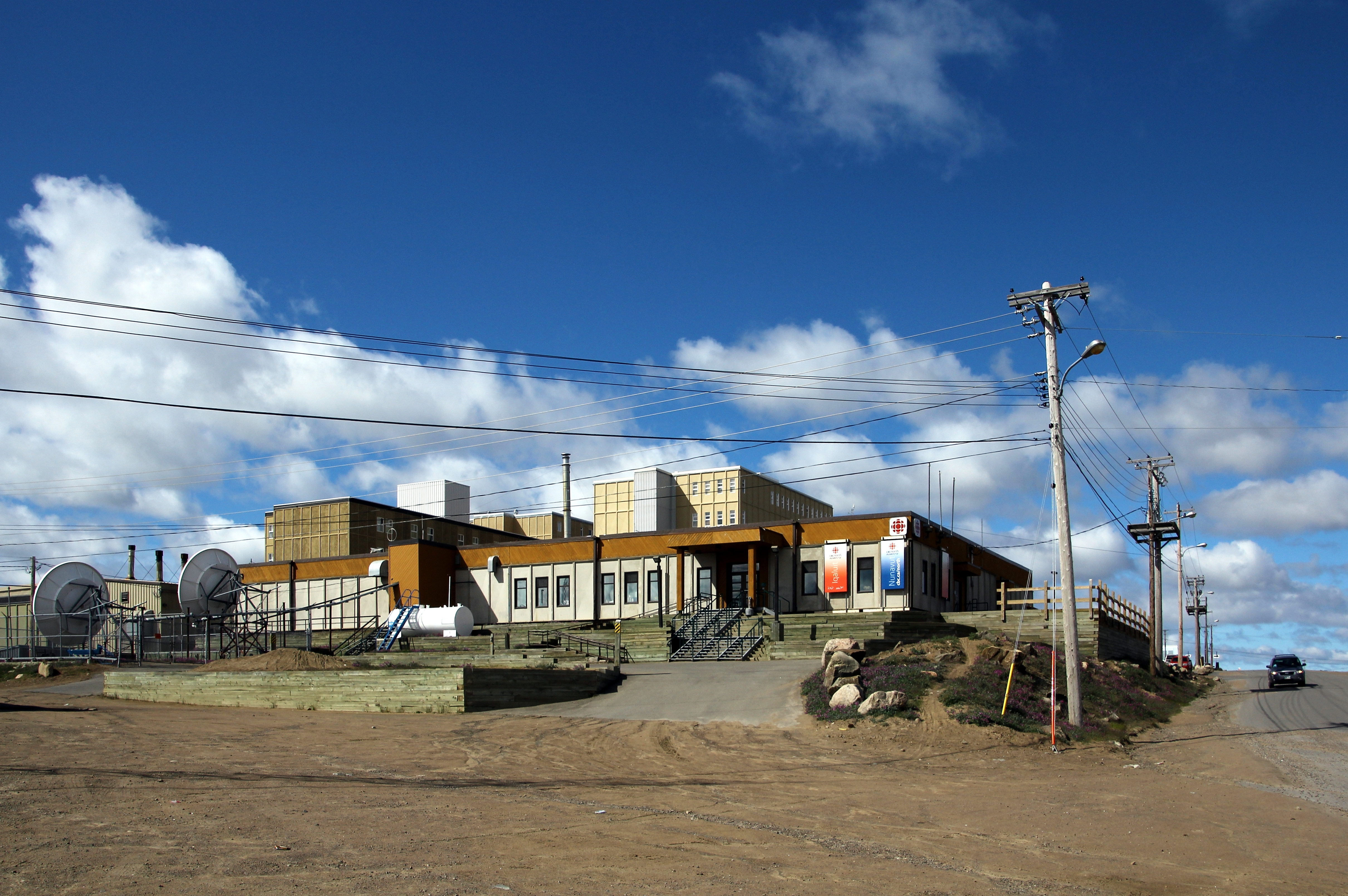
Centro da rede regional da CBC North em Iqaluit.

A Inuit Broadcasting Corporation está sediada em Nunavut. A Canadian Broadcasting Corporation (CBC) atende Nunavut através de um centro de produção de rádio e televisão em Iqaluit e uma agência em Rankin Inlet. O território também é servido por dois jornais semanais regionais, os Nunatsiaq News, publicados pela Nortext e Nunavut News/North, publicados pela Northern News Services, que também publicam o Kivalliq News regional. A internet de banda larga é fornecida pela Qiniq e Northwestel através da Netkaster.

#### Filmes
A produtora de filmes Isuma é sediada em Igloolik. Co-fundada por Zacharias Kunuk e Norman Cohn em 1990, a empresa produziu o longa de 1999 Atanarjuat: The Fast Runner, vencedor da Caméra d'Or de melhor longa-metragem no Festival de Cannes de 2001. Foi o primeiro longa-metragem escrito, dirigido e atuado inteiramente na língua inuktitut.
Em novembro de 2006, o National Film Board of Canada (NFB) e a Inuit Broadcasting Corporation anunciaram o início do Nunavut Animation Lab, oferecendo treinamento de animação para artistas de Nunavut em workshops nas cidades de Iqaluit, Cape Dorset e Pangnirtung. Os filmes da Nunavut Animation Lab incluem o curta-metragem de animação digital de 2010 de Alethea Arnaquq-Baril, Lumaajuuq, vencedor do Prêmio Melhor Aborígene no Golden Sheaf Awards e nomeado melhor curta drama canadense no ImagineNATIVE Film + Media Arts Festival.
Em novembro de 2011, o governo de Nunavut e o NFB anunciaram em conjunto o lançamento de um DVD e uma coletânea online intitulada Unikkausivut (do inuktitut: Compartilhando Nossas Histórias), que disponibilizará mais de 100 filmes do NFB sobre os inuítes disponíveis nas línguas inuktitut, inuinnaqtun e outros idiomas inuítes, bem como em inglês e francês. O governo de Nunavut está distribuindo o filme Unikkausivut para todas as escolas do território.

### Música

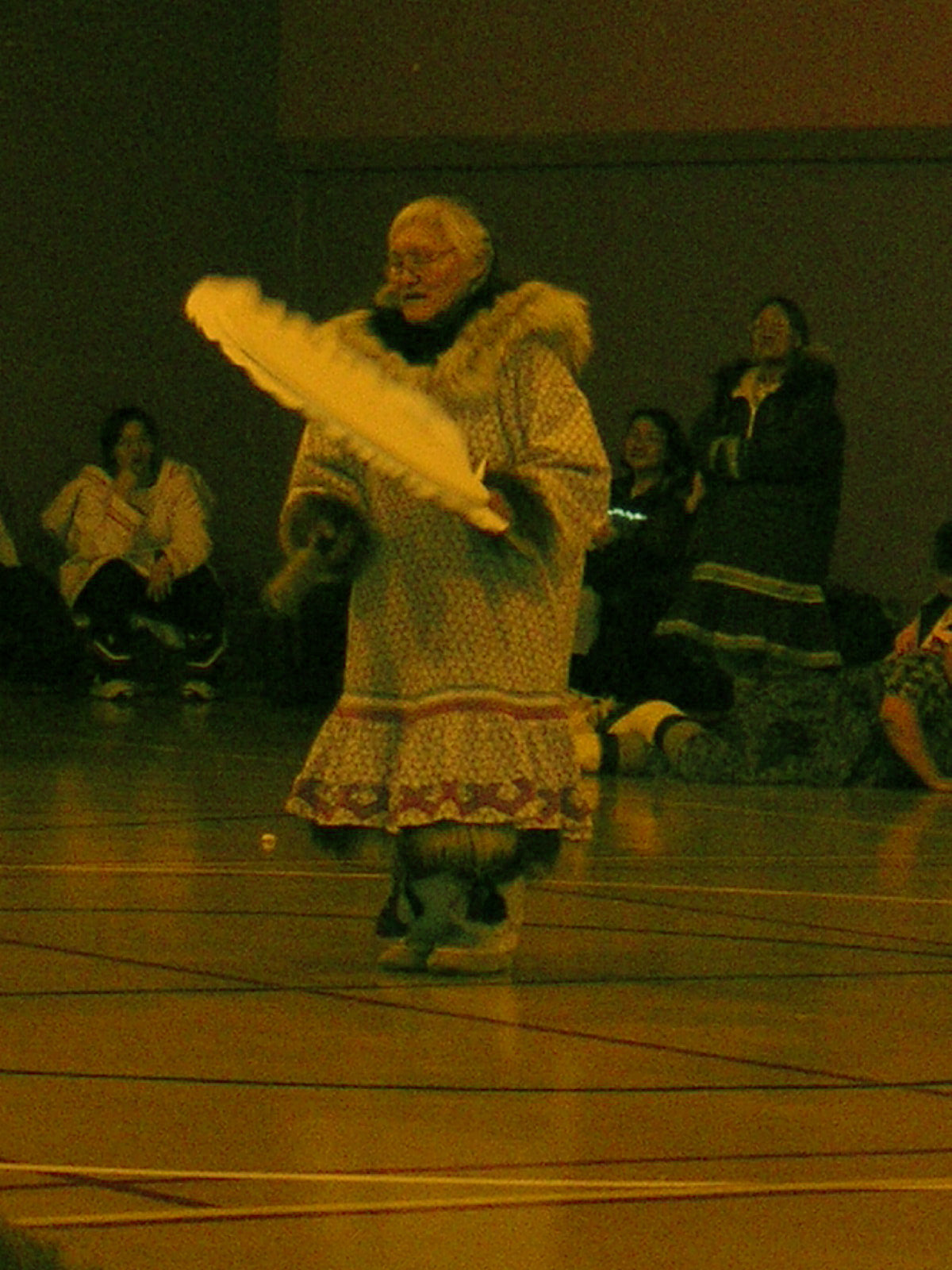
Um dançarino de tambor inuíte em Gjoa Haven.

A música indígena de Nunavut inclui o canto de garganta inuíte e dança conduzida por tambor, junto com música country, bluegrass, dança do quadrado, gaita-ponto e o violino, uma infusão da influência europeia na cultura inuíte.

### Artes performáticas
O Artcirq é um coletivo de artistas de circo inuítes com sede em Igloolik. O grupo já se apresentou em todo o mundo, inclusive nos Jogos Olímpicos de Inverno de 2010 em Vancouver na Colúmbia Britânica.

### Esporte
Nunavut compete nos Jogos de Inverno do Ártico. Iqaluit co-organizou a edição de 2002 em parceria com Nuuk, capital da Groenlândia.

O time Hockey Nunavut foi fundado em 1999 e compete no Campeonato Maritime-Hockey North Júnior.